# Lindsaea lapeyrousei
Lindsaea lapeyrousei là một loài dương xỉ trong họ Lindsaeaceae. Loài này được Baker mô tả khoa học đầu tiên..
Danh pháp khoa học của loài này chưa được làm sáng tỏ. 